# C/2007 W1 (Boattini)
C/2007 W1 (Boattini) – kometa jednopojawieniowa odkryta przez włoskiego astronoma Andreę Boattiniego na zdjęciach wykonanych w ramach programu Mount Lemmon Survey w dniu 20 listopada 2007 roku. Znajdowała się wówczas na granicy gwiazdozbiorów Panny i Lwa i miała jasność 18m.
24 czerwca 2008 kometa przeszła przez swoje peryhelium znajdując się w odległości ok. 0,85 j.a. (127 mln km) od Słońca. W tym okresie jej jasność wizualna wzrosła do 5,5m.